# 弋腾
弋腾（1990年2月20日—），中国足球运动员，现效力于中超球队广州城。他曾在法国球队梅斯的青年营接受培训並签下为期一年的职业球员合同。

## 职业生涯
1996年，当时只有6岁的弋腾开始接触足球，2003年去了重庆力帆的梯队踢球。2005年在一项业余比赛被成都足协相中，成都足协提出非常优厚的条件让弋腾的注册关系从贵阳转到成都，由此弋腾就成为了成都德瑞培训中心的球员。2007年，弋腾作为成都队主力参加了城运会，同年11月就被德瑞足球培训中心选派到法国球队梅斯的青年营接受培训。2008年梅斯队主动提出邀请，让弋腾继续留队训练。2009年9月，梅斯向弋腾提供一份学徒合同。2010年9月，弋腾得到其足球生涯的第一份职业合同，梅斯官方宣布与弋腾签订一年合同正式成为球队一线队的球员，弋腾也是继李金羽之后第二名参加法国联赛的中国球员。但弋腾无法在一线队得到任何出场机会，仅仅代表球队参加了预备队联赛。
2011年6月，弋腾与梅斯的合同完结回到中国投奔法國名帥特魯西埃的深圳红钻试训並最终签约加盟。虽然弋腾以自由转会方式加盟深圳红钻，但由于弋腾的注册关系在成都足协，所以其国內联赛的参赛证在成都足协。而成都足协希望弋腾回国后能夠加盟成都谢菲联，因弋腾到法国之前曾与成都足协签订了一份培训协议。由于弋腾此次转会涉及到成都足协、深圳红钻以及涉外培训体系，故此弋腾未能马上为深圳红钻上场比赛。深圳红钻最后支付了补偿得以签得弋腾。2011年8月21日，弋腾在深圳红钻主场与大连实德的比赛中替补柳超上场，完成了自己在中超的“处子秀”。 但在该赛季他并未能幫助深圳红钻保級。2012年，弋腾被主帥特魯西埃任命為深圳红钻的队长和后防中堅重用，不过其袖標在半個賽季後便被剝奪。
2013年1月1日，广州恒大官方宣布与弋腾正式签约， 据报道其转会金额达1000万人民币。原本锁定弋腾的是杭州绿城，但特鲁西埃推荐弋腾给里皮得到首肯后，亲自将弋腾劝向出价更高的恒大。7月10日，他在2013年中国足协杯第四轮广州恒大7比1击败大理锐龙的比赛的首发并踢满全场，首次代表广州恒大在正式比赛出场。 8月25日，他在广州同城德比最后时刻替补埃尔克森出场，首次代表恒大在中超联赛出场亮相。
由于弋腾在强手如云的恒大没有获得太多出场机会，2014年2月10日, 他被租借到另一支中超球队辽宁宏运。
2016年2月，广州恒大以5000万现金加上中后卫球员弋腾的方式引进广州富力门将刘殿座，但弋腾已经被广州恒大租借至北京人和一年，2017年弋腾正式转会广州富力 。